# Tošija Fudžita
Tošija Fudžita (* 4. říjen 1971) je bývalý japonský fotbalista.

## Reprezentace
Tošija Fudžita odehrál 24 reprezentačních utkání. S japonskou reprezentací se zúčastnil Mistrovství Asie ve fotbale 2004.

## Statistiky
| Japonsko | Japonsko | Japonsko |
| Roky     | Záp.     | Góly     |
| -------- | -------- | -------- |
| 1995     | 6        | 2        |
| 1996     | 0        | 0        |
| 1997     | 0        | 0        |
| 1998     | 0        | 0        |
| 1999     | 4        | 0        |
| 2000     | 0        | 0        |
| 2001     | 0        | 0        |
| 2002     | 0        | 0        |
| 2003     | 3        | 0        |
| 2004     | 10       | 1        |
| 2005     | 1        | 0        |
| Celkem   | 24       | 3        |